# ゾウの女王: 偉大な母の物語
『ゾウの女王: 偉大な母の物語』（原題:The Elephant Queen）は2018年に公開されたイギリス・ケニア合作のドキュメンタリー映画である。監督はヴィクトリア・ストーンとマーク・ディーブルが務めた。

## 概略
アテナはメスのアフリカゾウだけで構成される群れのリーダーであった。彼女たちが暮らす地域はキングダムと呼ばれており、植物や水源が点在していた。しかし、キングダムが深刻な干魃に見舞われため、アテナたちは別の住処を探さなければならなくなった。キングダムから最寄りの水源までは200マイルもの距離があり、その間、アテナたちは飲まず食わずで移動する必要があった。しかし、群れには生まれたばかりのゾウ（ミミ）がいた。そのため、アテナは旅に耐えられる体力がミミに備わるのを待つのか、それとも、ミミの死を覚悟で移動を強行するのかという選択を迫られた。

## 製作
ストーンとデビーは本作以前にゾウを主題とした映像作品を撮影した経験がなかったが、2009年、ケニアのアンボセリ国立公園が干魃に見舞われたことをきっかけに、ゾウに焦点を当てた作品を製作する意欲が湧いてきたのだという。2人はケニアの東ツァボ国立公園にいたアテナの群れを取り上げることにし、本作の撮影に4年を費やした。
2017年10月18日、アレックス・ヘッフェスが本作で使用される楽曲を手掛けるとの報道があった。2019年11月1日、ソニー・クラシカルが本作のサウンドトラックを発売した。

## 公開・マーケティング
2018年9月8日、Apple TV+が本作の全世界配信権を獲得したと報じられた。11日、本作は第43回トロント国際映画祭でプレミア上映された。2019年1月27日、サンダンス映画祭で本作の上映が行われた。5月11日にはモントクレア映画祭で本作が上映された。10月7日、本作のオフィシャル・トレイラーが公開された。11月1日、本作の全世界配信が開始された。

## 評価
本作は批評家から絶賛されている。映画批評集積サイトのRotten Tomatoesには21件のレビューがあり、批評家支持率は90%、平均点は10点満点で7.77点となっている。サイト側による批評家の見解の要約は「ゾウの生態を知ることができ、彼女たちに寄り添った作品でもある。また、映像も美しい。『ゾウの女王: 偉大な母の物語』は自然を題材にしたドキュメンタリー映画を好む全ての世代の観客を満足させるはずだ。」となっている。また、Metacriticには8件のレビューがあり、加重平均値は69/100となっている。